# 1-esadecanolo
L'1-esadecanolo (o alcol cetilico) è un alcol.
A temperatura ambiente si presenta come un solido ceroso da incolore a bianco e inodore.
Il nome "cetilico" deriva dal latino cetus, a sua volta proveniente dal greco κῆτος (ketos), termine che identifica un essere vivente di dimensioni enormi, dato che il composto venne ottenuto per la prima volta dal grasso di balena.

## Storia
L'alcol cetilico fu scoperto nel 1817 dal chimico francese Michel Chevreul, che lo ottenne per riscaldamento dello spermaceti (una sostanza cerosa ottenuta dall'olio dei capodogli) con idrossido di potassio.

## Produzione
Con la cessazione della caccia alle balene l'alcol cetilico non è più ottenuto dal grasso dei cetacei; viene prodotto per sintesi chimica o per estrazione da grassi vegetali quali l'olio di palma e l'olio di cocco. A questa fonte vegetale si deve anche il nome alternativo di alcol palmitilico.

## Utilizzi
L'alcol cetilico trova uso nell'industria cosmetica come emolliente, emulsionante o addensante nella produzione di creme e lozioni. Può anche trovare impiego come lubrificante per dadi e bulloni.